# Xã Medicine, Quận Mercer, Missouri
Xã Medicine (tiếng Anh: Medicine Township) là một xã thuộc quận Mercer, tiểu bang Missouri, Hoa Kỳ. Năm 2010, dân số của xã này là 166 người.